# Segunda División
Segunda División drugi je razred španjolskog nogometnog sustava. Osnovana je 1929., a sastoji se od 22 kluba. Zbog sponzorskih razloga trenutno se zove LaLiga HYPERMOTION, a ranije je imala imena Liga BBVA, Liga Adelante i La Liga 1|2|3.

## Klubovi u sezoni 2023./24.
| Domaćin          | Stadion                     | Kapacitet |
| ---------------- | --------------------------- | --------- |
| Albacete         | Estadio Carlos Belmonte     | 17.524    |
| Alcorcon         | Santo Domingo               | 5.100     |
| FC Andorra       | Juegos Mediterráneos        | 15.200    |
| Villarreal B     | Estadio de la Ceramica      | 15.276    |
| Espanyol         | RCDE Stadium                | 20.724    |
| Amorebieta       | Nuevo Arcangel              | 21.822    |
| Burgos           | Estadio El Plantio          | 13.346    |
| Racing Santander | Estadio El Sardinero        | 14.591    |
| Elche            | Estadio Martínez Valero     | 22.094    |
| Huesca           | Estadio El Alcoraz          | 5.734     |
| Cartagena        | Estadio Cartagonova         | 8.120     |
| Racing de Ferrol | Estadio A Malata            | 7.840     |
| Mirandés         | Anduva                      | 9.025     |
| Eibar            | Estadio Municipal de Ipurua | 18.761    |
| Real Oviedo      | Carlos Tartiere             | 30.500    |
| CD Leganés       | Vallecas                    | 14.708    |
| Eldense          | Estadio Nuevo Pepico Amat   | 4.700     |
| Levante          | Viejo Nervión               | 6.000     |
| Sporting Gijón   | El Molinón                  | 29.029    |
| Tenerife         | Heliodoro Rodríguez López   | 22.824    |
| Real Valladolid  | José Zorrilla               | 26.512    |
| Real Zaragoza    | La Romareda                 | 34.596    |

## Povijest
- Prvenstvo je osnovano 1929. i uvijek ga je organizirao LFP.
- Trenutno Segunda División sadrži 22 kluba.
- 4. lipnja 2008. liga je preimenovana u Liga Adelante.

## Sustav natjecanja
Sustav je jako sličan La Ligi:

Prva tri kluba odlaze u La Ligu. 

Dok zadnja četiri kluba odlaze u nižu ligu pod imenom Primera Federación.

## Sezone Segunde División
| Sezona    | Prvak                                                             | Drugoplasirani                                                               | Ostale promocije                            |
| --------- | ----------------------------------------------------------------- | ---------------------------------------------------------------------------- | ------------------------------------------- |
| 1928./29. | Sevilla (nije promovirana)                                        | Real Zaragoza (nije promovirana)                                             |                                             |
| 1929./30. | Alavés                                                            | Sporting Gijon (not promoted)                                                |                                             |
| 1930./31. | Valencia                                                          | Sevilla (not promoted)                                                       |                                             |
| 1931./32. | Real Betis                                                        | Real Oviedo (nije promoviran)                                                |                                             |
| 1932./33. | Real Oviedo                                                       | Atlético Madrid (nije promoviran)                                            |                                             |
| 1933./34. | Sevilla FC                                                        | Atlético Madrid                                                              |                                             |
| 1934./35. | Hércules CF                                                       | CA Osasuna                                                                   |                                             |
| 1935./36. | Celta de Vigo                                                     | Real Zaragoza                                                                |                                             |
| 1939./40. | Real Murcia                                                       | Deportivo                                                                    |                                             |
| 1940./41. | Granada                                                           | Real Sociedad                                                                | Castellón i Deportivo                       |
| 1941./42. | Real Betis                                                        | Real Zaragoza                                                                |                                             |
| 1942./43. | CE Sabadell                                                       | Real Sociedad                                                                |                                             |
| 1943./44. | Sporting de Gijón                                                 | Real Murcia                                                                  |                                             |
| 1944./45. | CD Alcoyano                                                       | Hércules CF                                                                  | Celta de Vigo                               |
| 1945./46. | CE Sabadell                                                       | Deportivo de La Coruña                                                       |                                             |
| 1946./47. | Alcoyano                                                          | Gimnàstic                                                                    | Real Sociedad                               |
| 1947./48. | Real Valladolid                                                   | Deportivo de La Coruña                                                       |                                             |
| 1948./49. | Real Sociedad                                                     | CD Málaga                                                                    |                                             |
| Sezona    | Prvak sjeverne grupe                                              | Prvak južne grupe                                                            | Ostale promocije                            |
| 1949./50. | Racing de Santander                                               | CD Alcoyano                                                                  | UE Lleida i Real Murcia                     |
| 1950./51. | Sporting                                                          | Moghreb Athletic Tétouan                                                     | Real Zaragoza i Las Palmas                  |
| 1951./52. | Real Oviedo                                                       | CD Málaga                                                                    |                                             |
| 1952./53. | CA Osasuna                                                        | Real Jaén                                                                    |                                             |
| 1953./54. | Deportivo Alavés                                                  | UD Las Palmas                                                                | Hércules CF i CD Málaga                     |
| 1954./55. | Cultural y Deportiva Leonesa                                      | Real Murcia                                                                  |                                             |
| 1955./56. | CA Osasuna                                                        | Real Jaén                                                                    | Real Zaragoza i CD Condal                   |
| 1956./57. | Sporting de Gijón                                                 | Granada CF                                                                   |                                             |
| 1957./58. | Real Oviedo                                                       | Real Betis                                                                   |                                             |
| 1958./59. | Real Valladolid                                                   | Elche CF                                                                     |                                             |
| 1959./60. | Racing de Santander                                               | RCD Mallorca                                                                 |                                             |
| 1960./61. | CA Osasuna                                                        | CD Tenerife                                                                  |                                             |
| 1961./62. | Deportivo                                                         | Córdoba                                                                      | Real Valladolid i CD Málaga                 |
| 1962./63. | Pontevedra                                                        | Real Murcia                                                                  | Levante i RCD Espanyol                      |
| 1963./64. | Deportivo de La Coruña                                            | UD Las Palmas                                                                |                                             |
| 1964./65. | Pontevedra                                                        | Mallorca                                                                     | Sabadell i CD Málaga                        |
| 1965./66. | Deportivo de La Coruña                                            | Hércules CF                                                                  | Granada CF                                  |
| 1966./67. | Real Sociedad                                                     | CD Málaga                                                                    | Real Betis                                  |
| 1967./68. | Deportivo de La Coruña                                            | Granada CF                                                                   |                                             |
| Sezona    | Prvak                                                             | Drugoplasirani                                                               | Ostale promocije                            |
| 1968./69. | Sevilla FC                                                        | Celta de Vigo                                                                | RCD Mallorca                                |
| 1969./70. | Sporting de Gijón                                                 | CD Málaga                                                                    | RCD Espanyol                                |
| 1970./71. | Real Betis                                                        | Burgos CF                                                                    | Deportivo and Córdoba CF                    |
| 1971./72. | Real Oviedo                                                       | CD Castellón                                                                 | Real Zaragoza                               |
| 1972./73. | Real Murcia                                                       | Elche CF                                                                     | Racing de Santander                         |
| 1973./74. | Real Betis                                                        | Hércules CF                                                                  | UD Salamanca                                |
| 1974./75. | Real Oviedo                                                       | Racing de Santander                                                          | Sevilla FC                                  |
| 1975./76. | Burgos CF                                                         | Celta de Vigo                                                                | CD Málaga                                   |
| 1976./77. | Sporting de Gijón                                                 | Cádiz CF                                                                     | Rayo Vallecano                              |
| 1977./78. | Real Zaragoza                                                     | Recreativo                                                                   | Celta de Vigo                               |
| 1978./79. | Almería CF                                                        | CD Málaga                                                                    | Real Betis                                  |
| 1979./80. | Real Murcia                                                       | Real Valladolid                                                              | CA Osasuna                                  |
| 1980./81. | CD Castellón                                                      | Cádiz CF                                                                     | Racing de Santander                         |
| 1981./82. | Celta de Vigo                                                     | UD Salamanca                                                                 | CD Málaga                                   |
| 1982./83. | Real Murcia                                                       | Cádiz CF                                                                     | RCD Mallorca                                |
| 1983./84. | Castilla CF (nije promoviran jer je rezervna momčad Real Madrida) | Bilbao Athletic (nije promoviran jer je rezervna momčad Athletic Bilbaoa)    | Hércules CF, Racing de Santander i Elche CF |
| 1984./85. | UD Las Palmas                                                     | Cádiz CF                                                                     | Celta de Vigo                               |
| 1985./86. | Real Murcia                                                       | CE Sabadell                                                                  | RCD Mallorca                                |
| 1986./87. | Valencia CF                                                       | CD Logroñés                                                                  | Celta de Vigo                               |
| 1987./88. | CD Málaga                                                         | Elche CF                                                                     | Real Oviedo                                 |
| 1988./89. | Castellón                                                         | Rayo Vallecano                                                               | Mallorca i Tenerife                         |
| 1989./90. | Burgos CF                                                         | Real Betis                                                                   | RCD Espanyol                                |
| 1990./91. | Albacete Balompié                                                 | Deportivo de La Coruña                                                       |                                             |
| 1991./92. | Celta de Vigo                                                     | Rayo Vallecano                                                               |                                             |
| 1992./93. | UE Lleida                                                         | Real Valladolid                                                              | Racing de Santander                         |
| 1993./94. | RCD Espanyol                                                      | Real Betis                                                                   | SD Compostela                               |
| 1994./95. | Mérida UD                                                         | Rayo Vallecano                                                               | UD Salamanca                                |
| 1995./96. | Hércules CF                                                       | CD Logroñés                                                                  | CF Extremadura                              |
| 1996./97. | Mérida UD                                                         | UD Salamanca                                                                 | RCD Mallorca                                |
| 1997./98. | Deportivo Alavés                                                  | CF Extremadura                                                               | Villarreal CF                               |
| 1998./99. | Málaga CF                                                         | Atlético Madrid B (nije promoviran jher je rezervna momčad Atlético Madrida) | Numancia, Sevilla i Rayo Vallecano          |
| 1999./00. | UD Las Palmas                                                     | CA Osasuna                                                                   | Villarreal CF                               |
| 2000./01. | Sevilla FC                                                        | Real Betis                                                                   | CD Tenerife                                 |
| 2001./02. | Atlético Madrid                                                   | Racing                                                                       | Recreativo                                  |
| 2002./03. | Real Murcia                                                       | Real Zaragoza                                                                | Albacete Balompié                           |
| 2003./04. | Levante UD                                                        | CD Numancia                                                                  | Getafe CF                                   |
| 2004./05. | Cádiz CF                                                          | Celta de Vigo                                                                | Deportivo Alavés                            |
| 2005./06. | Recreativo                                                        | Gimnàstic                                                                    | Levante                                     |
| 2006./07. | Real Valladolid                                                   | UD Almería                                                                   | Real Murcia                                 |
| 2007./08. | CD Numancia                                                       | Málaga CF                                                                    | Sporting de Gijón                           |
| 2008./09. | Xerez                                                             | Real Zaragoza                                                                | CD Tenerife                                 |
| 2009./10. | Real Sociedad                                                     | Hércules CF                                                                  | Levante UD                                  |
| 2010./11. | Real Betis                                                        | Rayo Vallecano                                                               | Granada                                     |
| 2011./12. | Deportivo Coruña                                                  | Celta Vigo                                                                   | Real Valladolid                             |
| 2012./13. | Elche CF                                                          | Villarreal CF                                                                | UD Almería                                  |
| 2013./14. | SD Eibar                                                          | Deportivo Coruña                                                             | Córdoba CF                                  |
| 2014./15. | Real Betis                                                        | Sporting Gijón                                                               | UD Las Palmas                               |
| 2015./16. | Deportivo Alavés                                                  | CD Leganés                                                                   | CA Osasuna                                  |
| 2016./17. | Levante UD                                                        | Girona FC                                                                    | Getafe CF                                   |

## Vanjske poveznice
- (šp.) Službena stranica
- (engl.) Liga BBVA, susreti i rezultati  Arhivirana inačica izvorne stranice od 18. lipnja 2009. (Wayback Machine)
- (engl.) 2005-2006 Spanish Segunda División, Momčadi i igračeve statistike u .PDF format - (www.worldcupadvice.com)  Arhivirana inačica izvorne stranice od 7. veljače 2009. (Wayback Machine)
- Tabllice i susreti u aragon.ws

| Segunda División 2023./24. | Segunda División 2023./24. |
| --- | -------------------------- |
| |                            |
| Albacete • Alcorcón • Amorebieta • Andorra • Burgos • Cartagena • Eibar • Elche • Eldense • Espanyol • Huesca • Leganés • Levante • Mirandés • Racing Ferrol • Racing Santander • Real Oviedo • Real Zaragoza • Sporting Gijón • Tenerife • Valladolid • Villarreal B |                            |

| Segunda División 2023./24. | Segunda División 2023./24. |
| --- | -------------------------- |
| |                            |
| Albacete • Alcorcón • Amorebieta • Andorra • Burgos • Cartagena • Eibar • Elche • Eldense • Espanyol • Huesca • Leganés • Levante • Mirandés • Racing Ferrol • Racing Santander • Real Oviedo • Real Zaragoza • Sporting Gijón • Tenerife • Valladolid • Villarreal B |                            |

| Nogomet u Španjolskoj                                | Nogomet u Španjolskoj |
| ---------------------------------------------------- | --- |
|                                                      | |
| RFEF                                                 | |
|                                                      | |
| Reprezentacije                                       | Reprezentacija • U-21 |
|                                                      | |
| Ligaška natjecanja                                   | La Liga • Segunda División • Segunda División B (4 divizije) • Tercera División (18 divizija) • Divisiones Regionales • Division de Honor Juvenil (7 divizija) |
|                                                      | |
| Kup natjecanja                                       | Copa del Rey • Copa de la Liga • Supercopa de España • Copa Federación de España • Copa de Campeones Juvenil • Copa del Rey Juvenil                            |
|                                                      | |
| Ostalo                                               | Tablica La Lige svih vremena |
|                                                      | |
| Popis klubova • Popis nogometaša • Strani nogometaši | |

| Nogomet u Španjolskoj                                | Nogomet u Španjolskoj |
| ---------------------------------------------------- | --- |
|                                                      | |
| RFEF                                                 | |
|                                                      | |
| Reprezentacije                                       | Reprezentacija • U-21 |
|                                                      | |
| Ligaška natjecanja                                   | La Liga • Segunda División • Segunda División B (4 divizije) • Tercera División (18 divizija) • Divisiones Regionales • Division de Honor Juvenil (7 divizija) |
|                                                      | |
| Kup natjecanja                                       | Copa del Rey • Copa de la Liga • Supercopa de España • Copa Federación de España • Copa de Campeones Juvenil • Copa del Rey Juvenil                            |
|                                                      | |
| Ostalo                                               | Tablica La Lige svih vremena |
|                                                      | |
| Popis klubova • Popis nogometaša • Strani nogometaši | |